# Sabina Minardi
Sabina Minardi (Catania, 24 novembre 1970) è una giornalista e scrittrice italiana.
È responsabile delle pagine culturali del settimanale L'Espresso ed è direttrice artistica del Marzamemi Book Fest. Cura la rubrica dei libri Bookmarks.
Ha ideato e condotto la webserie BooKZ prodotta da L'Espresso - Gedi Visual.

## Biografia
Si è laureata in Giurisprudenza presso la Luiss Guido Carli di Roma, con una tesi sulla responsabilità giuridica e deontologica del giornalista. Ha svolto il praticantato giornalistico a La Repubblica, lavorando nel gruppo che tra il 1996 e il 1997 ha dato vita a Repubblica.it.
È poi è passata all'Agl, l'Agenzia dei giornali locali del Gruppo Editoriale L'Espresso, occupandosi dei siti di documentazione giuridica Cittadino.lex, Azienda.lex, Europa.lex. Già collaboratrice de L'Espresso, è arrivata in redazione nel 2002, quando era direttrice Daniela Hamaui dove si è occupata a lungo di fenomeni sociali, di stili di vita, di personaggi, luoghi, tendenze emergenti. Dal 2016 è capo della sezione cultura del settimanale L'Espresso.
Nel 2000 è stata cofondatrice del Festival del cinema di frontiera di Marzamemi.
Nel 2005 è stata premiata con il Putto d'argento, premio dell'Ordine nazionale dei giornalisti. Nel 2017 ha vinto il Premio letterario internazionale Nino Martoglio.

## Pubblicazioni
È autrice del romanzo storico Caterina della notte (Piemme, 2017), ambientato presso il complesso museale di Santa Maria della Scala di Siena.
Ha pubblicato Il grande libro del vintage (Il Saggiatore, 2021).
Per i Libri dell'anno 2013 e 2015 dell'Enciclopedia Treccani ha pubblicato alcune voci relative agli stili di vita degli italiani.
Ha pubblicato articoli di carattere giuridico sul danno da utilizzazione dei mass media, sulla responsabilità del giornalista telematico, sulla privacy. È estensore della voce relativa alla tutela dei dati sanitari, art. 13 legge 675/96 nel commentario alla legge sulla privacy pubblicato da Cedam.

## Opere
- Sabina Minardi, Caterina della notte, Roma, Piemme, 2017, ISBN 9788856659283
- Sabina Minardi, Il grande libro del vintage, Roma, Il Saggiatore, 2021, ISBN 9788842827351